# Prom Night (2008)
Prom Night is een horrorfilm uit 2008 onder regie van Nelson McCormick. De film is een remake van de gelijknamige klassieker uit 1980.

## Verhaal
Donna's eindbal zou de beste nacht van haar leven moeten worden. Hoewel ze een bloederig verleden achter de rug heeft, denkt ze nu veilig te zijn bij haar goede vrienden. Wanneer de moordenaar uit haar verleden opduikt op de dag van haar bal en moordlustig is, zullen Donna en haar vrienden moeten ontsnappen uit de handen van de psychopathische moordenaar.

## Rolverdeling
- Brittany Snow: Donna

- Jessica Stroup: Claire
- Kellan Lutz: Rick
- Jana Kramer: April
- Brianne Davis: Crissy
- Kelly Blatz: Michael
- Rachel Specter: Taylor
- Joshua Leonard: Simms
- Debbie Entin: Kelly
- Dana Davis: Lisa
- Scott Porter: Bobby
- Tatum Adair: Lena
- Ming-Na: Dr. Elisha Crowe
- Jessalyn Gilsig: Karen Turner
- Idris Elba: Detective Winn